# Rudolf Biebrach
Rudolf Biebrach (Leipzig, 24 de novembro de 1866 – Berlim, 5 de setembro de 1938), nasceu Herman Rudolf Biebrach, foi um ator e diretor alemão da era do cinema mudo.
Sepultado no Cemitério de Wilmersdorf em Berlim.

## Filmografia selecionada

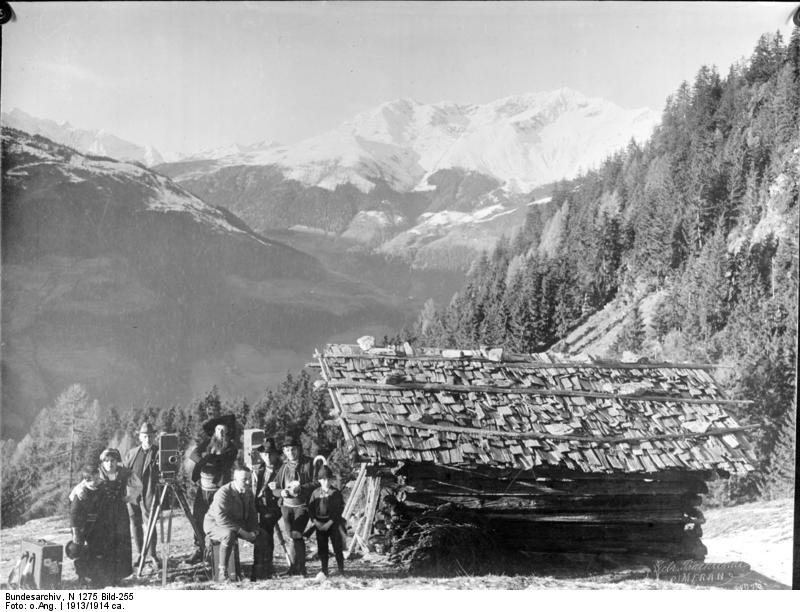
Rudolf Biebrach como Andreas Hofer (com barba), durante as filmagens de Tirol in Waffen, 1913

- 1912: Des Pfarrers Töchterlein
- 1913: Zurückerobert
- 1913: Tirol in Waffen
- 1914: Nordlandsrose
- 1915: Das Ende vom Liede
- 1934: Gold
- 1934: Schwarzer Jäger Johanna
- 1934: Da stimmt was nicht
- 1935: Das Mädchen Johanna
- 1935: Zigeunerbaron
- 1935: Der höhere Befehl
- 1936: Boccaccio
- 1936: Inkognito